# Michael Hurley
Michael Hurley, född 20 december 1941 i Bucks County, Pennsylvania, död 1 april 2025 i Oregon, var en amerikansk sångare, låtskrivare och musiker. Han var en del av den folkmusikscen som växte fram i Greenwich Village under 1960-talet. Flera av hans låtar har spelats in av The Holy Modal Rounders.
Hurley albumdebuterade 1964 med First Songs. Han turnerade i Sverige en gång. Det var under 1999 som han gjorde ett litet antal spelningar i Sverige med basisten Dave Reisch.

## Diskografi
1. First Songs (1964)
2. Armchair Boogie (1971)
3. Hi Fi Snock Uptown (1972)
4. Have Moicy! (1975)
5. Long Journey (1976)
6. Snockgrass (1980)
7. Blue Navigator (1984)
8. Watertower (1988)
9. Land Of Lofi And Redbirds (1988)
10. Excrusiasion '86 (1988)
11. Growlin' Bo Bo (1991)
12. The Woodbill Brothers (1992)
13. Wolfways (1994)
14. Parsnip Snips (1996)
15. Bellemeade Sessions (1997)
16. Weatherhole (1999)
17. Live in Edinburgh (1999)
18. Blueberry Wine (2001)
19. Sweetkorn (2002)
20. Down In Dublin (2005)
21. Ancestral Swamp (2007)
22. Ida Con Snock (2009)
23. Blue Hills (2010)